# Albí (filòsof)
|  | No s'ha de confondre amb Albí (escriptor). |

Albí (en grec antic: Ἀλβῖνος, llatí: Albinus) va ser un filòsof platònic grec que va viure a Esmirna i era contemporani de Galè. Sembla que va ser deixeble del filòsof Gai.
S'ha conservat només un escrit curt seu, amb el títol de Ἐισαγωγή εἰσς τοὺς Πλάτωνος Δραλόγους (Introducció als diàlegs de Plató). Després d'explicar la naturalesa d'un diàleg, que compara amb un drama, divideix els Diàlegs de Plató en quatre classes: lògics, crítics, físics i ètics, i fa una altra divisió en tetralogies, agrupades per temes. Recomana que els diàlegs Alcibíades I, Fedó, La República i el Timeu es llegeixin de forma successiva.
Fabricius va publicar l'obra. Boeci i Cassiodor, que van escriure en llatí treballs sobre música i geometria, esmenten un Albí, que seria un personatge diferent.